# Berlin-Falkenberg
Pour les articles homonymes, voir Falkenberg.
Berlin-Falkenberg [ˈfalkn̩ˌbɛʁk]  est un quartier de Berlin, faisant partie de l'arrondissement de Lichtenberg. Avant la réforme de l'administration de 2001, il faisait partie du district de Hohenschönhausen.

## Population
Le quartier comptait 1 604 habitants le 1er janvier 2017 selon le registre des déclarations domiciliaires.